# Květinové pobřeží
Květinové pobřeží (Côte Fleurie) je normandské pobřeží od Pays d'Auge na břehu kanálu La Manche, na východě po department Calvados, mezi ústími Seiny a Orne.

## Název
Název Květinové pobřeží byl „turistický název“, který se objevil v době rozvoje turistiky a potřeby odlišit různé typy krajin na francouzském pobřeží tak, aby se typické vlastnosti shrnuly do charakteristického názvu, který jej bude odlišovat od ostatních (srov. Azurové pobřeží, Perleťové pobřeží, Alabastrové pobřeží, Smaragdové pobřeží apod.).
Název tak říká, že jde o půvabný a květinový kraj navazující na vnitrozemí (srov. kvetoucí jabloně v Calvados). Je však třeba poznamenat, že není možné spatřovat souvislost mezi Fleurie (tzn. francouzsky „květinový“) v názvu pobřeží a -fleur (což francouzsky znamená „květina“) v názvech řady městeček (např. Honfleur), která se právě na Květinovém pobřeží (či jinde v Normandii) nacházejí. Ono -fleur v názvech městeček znamená pramen či řeku, která se vlévá do moře (viz podrobnosti v článcích na Wikipedii: Honfleur či Barfleur.

## Sídla
Mezi jinými zde najdeme řadu lázeňských měst, kde se právě nachází mnoho květin v jejich početných zahradách. Nejvýznamnějšími na Květinovém pobřeží jsou:
- Honfleur
- Villerville
- Trouville-sur-Mer
- Deauville
- Benerville-sur-Mer
- Tourgéville
- Blonville-sur-Mer
- Villers-sur-Mer
- Houlgate
- Cabourg
- La Home-Varaville
- Merville-Franceville-Plage
- Sallenelles

Na tento seznam můžeme rovněž zařadit Balbec, fiktivní lázeňské městečko z knihy Hledání ztraceného času (À la recherche du temps perdu) od Marcela Prousta. Tato kniha se ke Květinovému pobřeží váže právě tím, že ji Marcel Proust napsal právě převážně při pobytu na Květinovém pobřeží a předlohou pro jeho fiktivní městečko Balbec byl Cabourg na Květinovém pobřeží.